# Impatiens oniveensis
Impatiens oniveensis là một loài thực vật có hoa trong họ Bóng nước. Loài này được Eb. Fisch. & Raheliv. mô tả khoa học đầu tiên năm 2004.